# Bdellium

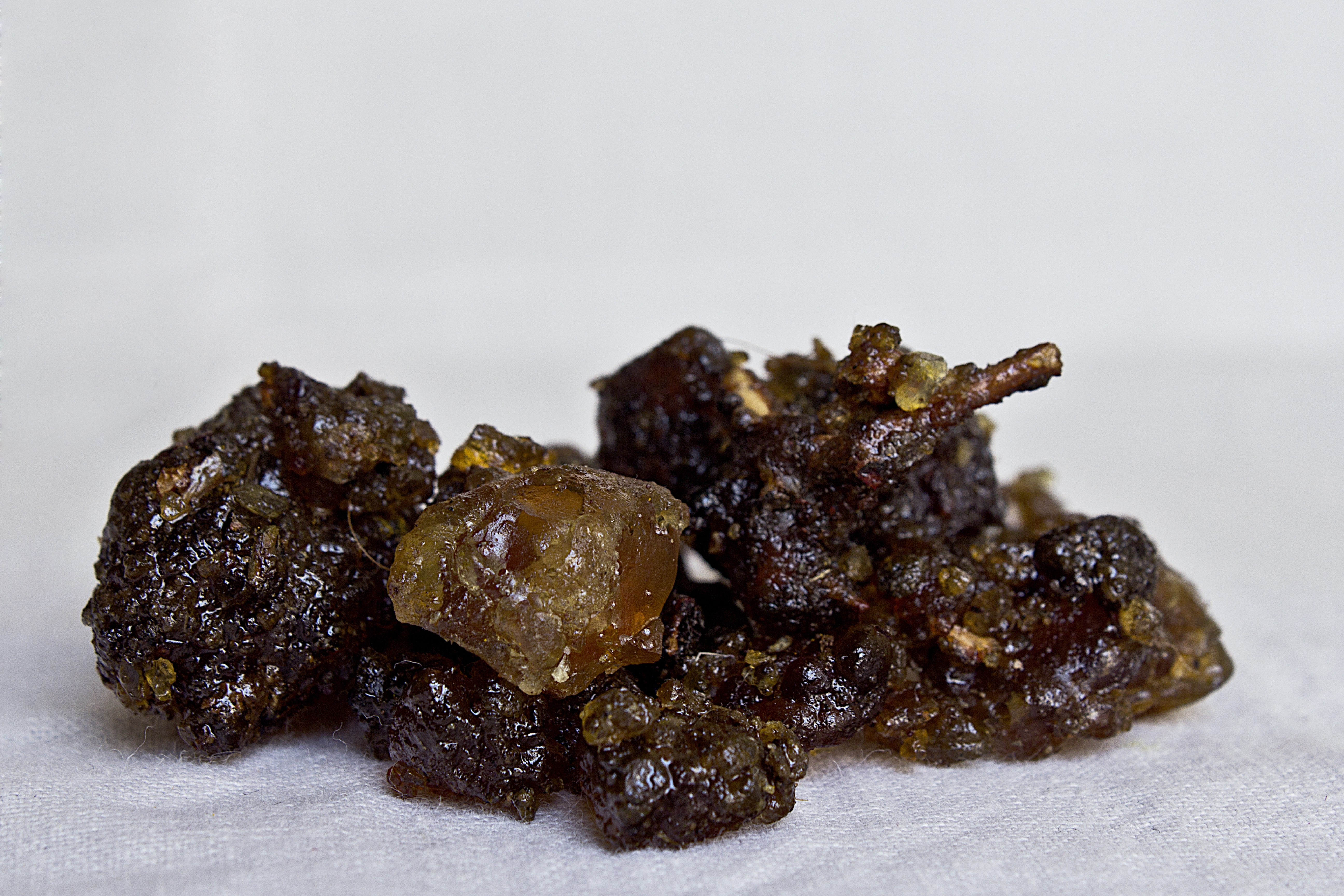
Resina de bdellium.

El bedelio [lat. y inglés: Bdellium] es una resina aromática como la mirra que es exudada de un árbol. El primer escrito medieval árabe que la mencionó la identificó con la goma guggul (Commiphora wightii).
Sin embargo, la palabra bedelio [lat. y inglés: Bdellium] también se ha utilizado para identificar a la especie africana Commiphora africana y por lo menos a otra especie india, Commiphora stocksiana (que en sánscrito se llama kaushika).
La resina bedelia [lat. y inglés: Bdellium] se utilizaba como sustituto adulterado de la más costosa mirra (Commiphora myrrha).
La resina bedelia [lat. y inglés: Bdellium] aparece en un número de fuentes antiguas.
En China, el bedelio ―conocido como hsiang hsi o aroma de Partia― fue una de las variedades de incienso que llegó a China ya sea a lo largo de la Ruta de la Seda de Asia Central, o por mar. Más tarde, hsiang hsi se aplicó a un sustituto de las Indias Orientales, el benjuí de goma de Sumatra.
En acadio era conocida como budulhu.
En idioma hebreo se llama bedolach, y en la Biblia hebrea aparece dos veces. La primera está en el Libro del génesis (2:12), donde se describe como un producto de la tierra de Javilá. El contexto ha llevado a algunos lectores a vincular la bedolach con perlas u otras piedras preciosas.
El bedelio [Lat. y inglés: Bdellium] se menciona una vez más, como algo familiar en el Libro de los números, donde el maná se compara a ella en color:

El maná era como zera gad (semilla de cilantro), y su aparición como la aparición de la bedolach.
Libro de los números (11:7).

En la India se la conocía con varios nombres sánscritos:
- āśāpuraguggulu
- āśāpurasambhava
- gandharāja
- gauggulava
- gaulgulava
- granthika
- guggula
- guggulu
- gugguluka
- gulgulu[6]
- jaṭāyu
- kaṇaguggulu
- kanaka
- kauśika
- uddīpa
- uddīpra
- udūkhala
- ulūkhala
- ulūkhalaka
- uṣa

El guggul todavía se utiliza como aglutinante en perfumes.
Teofrasto (371-287 a. C.) es quizás el primer autor clásico que lo menciona, en el informe que hizo a su regreso de la expedición de Alejandro Magno se refiere a Commiphora wightii:

En la región llamada Aria hay un árbol espinoso que produce una lágrima de resina, parecida a la mirra en la apariencia y el olor. Se licúa cuando el sol brilla sobre él.
Teofrasto.

Plauto (254-184 a. C.) en su obra Curculio se refiere al bedelio [lat. y inglés: bdellium].
Plinio el Viejo (23-79 d. C.) describe que la mejor bedelio procedente de Bactria como

...un árbol de color negro, y el tamaño de la aceituna del árbol, y su hoja se asemeja a la del roble y su fruto al higo silvestre.
Plinio el Viejo.

Pero sus descripciones parecen cubrir un rango de resinas perfumadas. En el texto Periplo del mar Eritreo (del siglo II d. C.), informa que el bedelio [lat. y inglés: bdellium] se exportaba desde el puerto de Barbarice, en la desembocadura del Indo.
La resina bedelia fue un ingrediente en las recetas de los médicos antiguos desde Galeno (130-200) a Pablo de Egina (625-690), y en la Greater Kuphi.

## Etimología
El bedelio es del latín Bdellium que viene del griego bdellion, variante de bdolkhon, de origen semitico; afín al acadio budulhu.